# 加藤浩子
加藤 浩子（かとう ひろこ）は、日本の古典音楽評論家。

## 経歴・人物
東京都生まれ。慶應義塾幼稚舎、慶應義塾中等部、慶應義塾女子高等学校、慶應義塾大学文学部哲学科美学美術史学専攻卒業。同大学院文学研究科博士課程満期退学（音楽学を専攻）。大学院在学中、オーストリア政府給費留学生としてオーストリアのインスブルック大学に留学。オペラを中心にクラシック音楽についての評論、啓蒙書を著す。

## 著書
- 『今夜はオペラ!』春秋社、2000
- 『バッハへの旅 その生涯と由縁の街を巡る』若月伸一写真 東京書籍、2000
- 『黄金の翼=ジュゼッペ・ヴェルディ』若月伸一写真 東京書籍、2002
- 『人生の午後に生きがいを奏でる家 終の棲み家は、どこで誰と暮らすのか』中経出版、2003
- 『さわりで覚えるオペラの名曲20選』樂書舘、2004
- 『さわりで覚えるバッハの名曲25選』樂書舘、2005
- 『モーツァルト愛の名曲20選』春秋社、2005
- 『オペラ愛の名曲20選+4』春秋社、2006
- 『名曲を生みだした女性たち クラシック愛の名曲20選』春秋社、2007
- 『ようこそオペラ! ビギナーズ鑑賞ガイド』春秋社、2011
- 『ヴェルディ オペラ変革者の素顔と作品』平凡社新書、2013
- 『オペラでわかるヨーロッパ史』平凡社新書、2015
- 『カラー版 音楽で楽しむ名画　フェルメールからシャガールまで』平凡社新書、2016
- 『バッハ 「音楽の父」の素顔と生涯』平凡社新書、2018
- 『オペラで楽しむヨーロッパ史』平凡社新書、2020
- 『オペラの歴史 16人16曲でわかる』平凡社新書、2022

### 共著
- 『200CDバッハ 名曲・名盤を聴く』大角欣矢共編 立風書房、2000
- 『バッハからの贈りもの』鈴木雅明（聞き手）春秋社、2002
- 『オペラを聴くコツバレエを観るツボ 対談』守山実花共著 学習研究社、2006